# Брейден Мак-Небб
Брейден Мак-Небб (англ. Brayden McNabb; 21 січня 1991, м. Девідсон, США) — канадський хокеїст, захисник. Виступає за «Вегас Голден Найтс» у Національній хокейній лізі.
Виступав за «Кутенай Айс» (ЗХЛ), «Рочестер Американс» (АХЛ), «Баффало Сейбрс», «Манчестер Монаркс» (АХЛ), «Лос-Анджелес Кінгс».
В чемпіонатах НХЛ — 55 матчів (1+9).
У складі юніорської збірної Канади учасник чемпіонату світу 2009.
Досягнення
- Чемпіон ЗХЛ (2011)